# Pandémie de Covid-19 au Royaume-Uni
La pandémie de Covid-19 au Royaume-Uni débute officiellement le 31 janvier 2020. Bien qu'étant touché, le pays fait état principalement de cas importés et n'est pas considéré jusqu'à mi mars 2020, comme un foyer épidémique à la différence de l'Italie, de la France, ou de l'Allemagne.
La pandémie de Covid-19 se propage au Royaume-Uni le 31 janvier 2020 depuis la Chine, lorsque les deux premiers cas de maladie respiratoire Covid-19, causée par le SARS-CoV-2, sont confirmés à Newcastle upon Tyne chez deux personnes faisant partie d'une famille de ressortissants chinois séjournant dans un hôtel à York,.
Dès que des cas sont apparus au Royaume-Uni le 31 janvier 2020, une campagne d'information sur la santé publique est lancée pour conseiller les gens sur la manière de réduire le risque de propagation du virus. Des mises à jour quotidiennes, notamment des conseils aux voyageurs, sont publiées par le département de la Santé (DHSC). En outre, le National Health Service (NHS) a mis en place des centres de dépistage de la Covid-19 dans plusieurs hôpitaux. Le conseiller médical en chef du gouvernement britannique, Chris Whitty, a expliqué une stratégie pour lutter contre l'épidémie, basée sur quatre objectifs : contenir, retarder, la science et la recherche, et le quatrième, pour atténuer. Jusqu'au 28 février 2020, tous les cas détectés au Royaume-Uni avaient contracté la maladie à l'étranger.
Le 3 mars 2020, le Premier ministre Boris Johnson dévoile le Plan d'action contre les coronavirus et le gouvernement déclare l'épidémie de coronavirus comme un « incident de niveau 4 ». Globalement, la politique adoptée est celle d'une immunité collective, stratégie très risquée pour sa population que le Royaume-Uni est seul à suivre avec les Pays-Bas et la Suède.
D'autres réponses ont inclus la fermeture de certaines écoles à travers le Royaume-Uni. Certaines compagnies aériennes ont annoncé un certain nombre d'annulations de vols et certains détaillants en ligne ont signalé que les consommateurs passaient des commandes inhabituellement importantes.
Le 24 mars 2020, le Royaume-Uni met en place très tardivement et après en avoir d'abord nié la nécessité ou le bien-fondé un confinement national pour au moins trois semaines. La conduite longtemps erratique et la posture initiale de déni du Premier ministre face au coronavirus sont dénoncées par une partie de la population et de la classe politique, tous bords confondus.
Le 5 juin, le Royaume-Uni est le premier et seul pays européen à dépasser le seuil des 40 000 décès dus au Covid-19 à l’issue de la première vague et le deuxième pays au monde, après les États-Unis. Le nombre de morts dépasse les 75 000 le 1er décembre 2020 selon la presse, alors que le gouvernement n'en reconnait que 60 000. Plus de 100 000 morts sont recensés fin janvier 2021. Près d'un an plus tard, en janvier 2022, plus de 150 000 morts ont été enregistrés.

## Contexte

Mortalité d'Angleterre et du pays de Galles de l'Office for National Statistics montrant les tués par la maladie à Covid-19 due au virus en 2020.

Le 12 janvier 2020, l'Organisation mondiale de la santé (OMS) a confirmé qu'un nouveau coronavirus était à l'origine d'une maladie respiratoire chez un groupe de personnes de la ville de Wuhan, province du Hubei, Chine, qui avait initialement attiré l'attention de l'OMS le 31 janvier.
Décembre 2019 : ce foyer de contagion était initialement lié au marché de gros des fruits de mer de Huanan dans la ville de Wuhan. Cependant, certains de ces premiers cas dont les résultats ont été confirmés en laboratoire n'avaient aucun lien avec le marché et la source de l'épidémie est inconnue,.
L'OMS qualifie la menace de « très élevée[réf. nécessaire] ».
Le fait que Londres soit une ville densément peuplée et un hub de transport doté d'un important réseau souterrain fait de ce lieu un endroit plus risqué que la normale, mais le risque reste faible tant que 99 % des personnes testées sont négatives.
Le système de santé britannique, peu performant en temps normal, ne semble pas en mesure de répondre efficacement à la crise sanitaire. Près de 5 500 patients sont morts en attendant un lit d'hôpital entre 2016 et 2019. Des décès uniquement liés à la durée d'attente et non à l'état des malades. Le système de santé subit plusieurs préjudices, tels que la surpopulation, le manque d'effectifs et de moyens. Ainsi, plus de 17 000 lits ont été supprimés entre 2010 et 2019 en Angleterre alors que le nombre de personnes devant être hospitalisées a augmenté.

## Chronologie

### Janvier 2020
| Cas de Covid-19 recensés au Royaume-Uni (augmentation journalière en %) | Cas de Covid-19 recensés au Royaume-Uni (augmentation journalière en %) | Cas de Covid-19 recensés au Royaume-Uni (augmentation journalière en %) | Cas de Covid-19 recensés au Royaume-Uni (augmentation journalière en %) | Cas de Covid-19 recensés au Royaume-Uni (augmentation journalière en %) |
| --- | ----------------------------------------------------------------------- | ----------------------------------------------------------------------- | ----------------------------------------------------------------------- | ----------------------------------------------------------------------- |
| Décès à l'hôpital Décès hors hôpital Guérisons Autres cas 1er-trimestre-2020 1er-trimestre-2020 2e-trimestre-2020 2e-trimestre-2020 3e-trimestre-2020 3e-trimestre-2020 4e-trimestre-2020 4e-trimestre-2020 1er-trimestre-2021 1er-trimestre-2021 2e-trimestre-2021 2e-trimestre-2021 3e-trimestre-2021 3e-trimestre-2021 4e-trimestre-2021 4e-trimestre-2021 Jan-2022 Jan-2022 |                                                                         |                                                                         |                                                                         |                                                                         |
| Date |                                                                         |                                                                         | Nombre de cas                                                           |                                                                         |
| 31 janvier 2020 | 31 janvier 2020                                                         |                                                                         | 2 (x2)                                                                  | 2 (x2)                                                                  |
| 10 février 2020 | 10 février 2020                                                         |                                                                         | 7 (x3)                                                                  | 7 (x3)                                                                  |
| 23 février 2020 | 23 février 2020                                                         |                                                                         | 12 (+71 %)                                                              | 12 (+71 %)                                                              |
| 2 mars 2020 | 2 mars 2020                                                             |                                                                         | 39 (x3)                                                                 | 39 (x3)                                                                 |
| 9 mars 2020 | 5†                                                                      |                                                                         | 319 (x8)                                                                | 319 (x8)                                                                |
| 16 mars 2020 | 55†                                                                     |                                                                         | 1 543 (x5)                                                              | 1 543 (x5)                                                              |
| 23 mars 2020 | 335†                                                                    |                                                                         | 6 650 (x20)                                                             | 6 650 (x20)                                                             |
| Début du confinement le 24 mars |                                                                         |                                                                         |                                                                         |                                                                         |
| 30 mars 2020 | 1 408†                                                                  |                                                                         | 22 141 (x2)                                                             | 22 141 (x2)                                                             |
| 6 avril 2020 | 5 373†                                                                  |                                                                         | 51 608 (+133 %)                                                         | 51 608 (+133 %)                                                         |
| 13 avril 2020 | 11 329†                                                                 |                                                                         | 88 621 (+72 %)                                                          | 88 621 (+72 %)                                                          |
| 20 avril 2020 | 16 509†                                                                 |                                                                         | 124 743 (+42 %)                                                         | 124 743 (+42 %)                                                         |
| 27 avril 2020 | 24 393†                                                                 |                                                                         | 157 149 (+26 %)                                                         | 157 149 (+26 %)                                                         |
| 4 mai 2020 | 28 734†                                                                 |                                                                         | 190 584 (+21 %)                                                         | 190 584 (+21 %)                                                         |
| 11 mai 2020 | 32 065†                                                                 |                                                                         | 223 060 (+17 %)                                                         | 223 060 (+17 %)                                                         |
| Déconfinement progressif à partir de mi-mai |                                                                         |                                                                         |                                                                         |                                                                         |
| 18 mai 2020 | 34 796†                                                                 |                                                                         | 246 406 (+10 %)                                                         | 246 406 (+10 %)                                                         |
| 25 mai 2020 | 36 914†                                                                 |                                                                         | 261 134 (+6 %)                                                          | 261 134 (+6 %)                                                          |
| 1er juin 2020 | 39 045†                                                                 |                                                                         | 276 332 (+6 %)                                                          | 276 332 (+6 %)                                                          |
| 8 juin 2020 | 40 597†                                                                 |                                                                         | 287 399 (+4 %)                                                          | 287 399 (+4 %)                                                          |
| 15 juin 2020 | 41 736†                                                                 |                                                                         | 296 857 (+3 %)                                                          | 296 857 (+3 %)                                                          |
| 22 juin 2020 | 42 746†                                                                 |                                                                         | 305 336 (+3 %)                                                          | 305 336 (+3 %)                                                          |
| 29 juin 2020 | 43 575†                                                                 |                                                                         | 311 965 (+2 %)                                                          | 311 965 (+2 %)                                                          |
| 6 juillet 2020 | 44 236†                                                                 |                                                                         | 285 768 (-9 %)                                                          | 285 768 (-9 %)                                                          |
| 13 juillet 2020 | 44 830†                                                                 |                                                                         | 290 133 (+2 %)                                                          | 290 133 (+2 %)                                                          |
| 20 juillet 2020 | 45 312†                                                                 |                                                                         | 295 372 (+2 %)                                                          | 295 372 (+2 %)                                                          |
| 27 juillet 2020 | 45 759†                                                                 |                                                                         | 300 111 (+2 %)                                                          | 300 111 (+2 %)                                                          |
| 3 août 2020 | 46 210†                                                                 |                                                                         | 305 623 (+2 %)                                                          | 305 623 (+2 %)                                                          |
| 10 août 2020 | 46 526†                                                                 |                                                                         | 311 641 (+2 %)                                                          | 311 641 (+2 %)                                                          |
| 17 août 2020 | 41 369†                                                                 |                                                                         | 319 197 (+2 %)                                                          | 319 197 (+2 %)                                                          |
| 24 août 2020 | 41 433†                                                                 |                                                                         | 326 614 (+2 %)                                                          | 326 614 (+2 %)                                                          |
| 31 août 2020 | 41 501†                                                                 |                                                                         | 335 873 (+3 %)                                                          | 335 873 (+3 %)                                                          |
| 7 septembre 2020 | 41 554†                                                                 |                                                                         | 350 100 (+4 %)                                                          | 350 100 (+4 %)                                                          |
| 14 septembre 2020 | 41 637†                                                                 |                                                                         | 371 125 (+6 %)                                                          | 371 125 (+6 %)                                                          |
| 21 septembre 2020 | 41 788†                                                                 |                                                                         | 398 625 (+7 %)                                                          | 398 625 (+7 %)                                                          |
| 28 septembre 2020 | 42 001†                                                                 |                                                                         | 439 016 (+10 %)                                                         | 439 016 (+10 %)                                                         |
| 5 octobre 2020 | 42 369†                                                                 |                                                                         | 515 571 (+17 %)                                                         | 515 571 (+17 %)                                                         |
| 12 octobre 2020 | 42 875†                                                                 |                                                                         | 617 688 (+20 %)                                                         | 617 688 (+20 %)                                                         |
| 19 octobre 2020 | 43 726†                                                                 |                                                                         | 741 212 (+20 %)                                                         | 741 212 (+20 %)                                                         |
| Reconfinement le 23/10 au Pays de Galles, puis le 31/10 partout au RU |                                                                         |                                                                         |                                                                         |                                                                         |
| 26 octobre 2020 | 44 998†                                                                 |                                                                         | 894 690 (+21 %)                                                         | 894 690 (+21 %)                                                         |
| 2 novembre 2020 | 46 853†                                                                 |                                                                         | 1 053 864 (+18 %)                                                       | 1 053 864 (+18 %)                                                       |
| 9 novembre 2020 | 49 238†                                                                 |                                                                         | 1 213 363 (+15 %)                                                       | 1 213 363 (+15 %)                                                       |
| 16 novembre 2020 | 52 147†                                                                 |                                                                         | 1 390 681 (+15 %)                                                       | 1 390 681 (+15 %)                                                       |
| 23 novembre 2020 | 55 230†                                                                 |                                                                         | 1 527 495 (+10 %)                                                       | 1 527 495 (+10 %)                                                       |
| 30 novembre 2020 | 58 448†                                                                 |                                                                         | 1 629 657 (+7 %)                                                        | 1 629 657 (+7 %)                                                        |
| Déconfinement partiel |                                                                         |                                                                         |                                                                         |                                                                         |
| 7 décembre 2020 | 61 434†                                                                 |                                                                         | 1 737 960 (+7 %)                                                        | 1 737 960 (+7 %)                                                        |
| 14 décembre 2020 | 64 402†                                                                 |                                                                         | 1 869 666 (+8 %)                                                        | 1 869 666 (+8 %)                                                        |
| Reconfinement de Londres et du SE du RU le 20/12 |                                                                         |                                                                         |                                                                         |                                                                         |
| 21 décembre 2020 | 67 616†                                                                 |                                                                         | 2 073 511 (+11 %)                                                       | 2 073 511 (+11 %)                                                       |
| 28 décembre 2020 | 71 153†                                                                 |                                                                         | 2 329 730 (+12 %)                                                       | 2 329 730 (+12 %)                                                       |
| Reconfinement de tout le RU le 04/01 – Etat d’urgence à Londres le 08/01 |                                                                         |                                                                         |                                                                         |                                                                         |
| 4 janvier 2021 | 75 475†                                                                 |                                                                         | 2 713 563 (+16 %)                                                       | 2 713 563 (+16 %)                                                       |
| 11 janvier 2021 | 81 960†                                                                 |                                                                         | 3 118 518 (+2 %)                                                        | 3 118 518 (+2 %)                                                        |
| 18 janvier 2021 | 89 860†                                                                 |                                                                         | 3 433 494 (+10 %)                                                       | 3 433 494 (+10 %)                                                       |
| 25 janvier 2021 | 98 531†                                                                 |                                                                         | 3 669 658 (+7 %)                                                        | 3 669 658 (+7 %)                                                        |
| 1er février 2021 | 106 564†                                                                |                                                                         | 3 835 783 (+5 %)                                                        | 3 835 783 (+5 %)                                                        |
| 8 février 2021 | 112 798†                                                                |                                                                         | 3 959 784 (+3 %)                                                        | 3 959 784 (+3 %)                                                        |
| 15 février 2021 | 117 396†                                                                |                                                                         | 4 047 843 (+2 %)                                                        | 4 047 843 (+2 %)                                                        |
| Déconfinement par étape à partir du 21/02 suite à la vaccination de masse |                                                                         |                                                                         |                                                                         |                                                                         |
| 22 février 2021 | 120 757†                                                                |                                                                         | 4 126 150 (+2 %)                                                        | 4 126 150 (+2 %)                                                        |
| 1er mars 2021 | 122 953†                                                                |                                                                         | 4 182 009 (+1 %)                                                        | 4 182 009 (+1 %)                                                        |
| 8 mars 2021 | 124 566†                                                                |                                                                         | 4 223 232 (+1 %)                                                        | 4 223 232 (+1 %)                                                        |
| 15 mars 2021 | 125 580†                                                                |                                                                         | 4 268 821 (+1 %)                                                        | 4 268 821 (+1 %)                                                        |
| 22 mars 2021 | 126 172†                                                                |                                                                         | 4 301 925 (+1 %)                                                        | 4 301 925 (+1 %)                                                        |
| 29 mars 2021 | 126 615†                                                                |                                                                         | 4 337 696 (+1 %)                                                        | 4 337 696 (+1 %)                                                        |
| 5 avril 2021 | 126 862†                                                                |                                                                         | 4 362 150 (+1 %)                                                        | 4 362 150 (+1 %)                                                        |
| 12 avril 2021 | 127 100†                                                                |                                                                         | 4 373 343 (+0 %)                                                        | 4 373 343 (+0 %)                                                        |
| 19 avril 2021 | 127 274†                                                                |                                                                         | 4 390 783 (+0 %)                                                        | 4 390 783 (+0 %)                                                        |
| 26 avril 2021 | 127 434†                                                                |                                                                         | 4 406 946 (+0 %)                                                        | 4 406 946 (+0 %)                                                        |
| 3 mai 2021 | 127 539†                                                                |                                                                         | 4 421 850 (+0 %)                                                        | 4 421 850 (+0 %)                                                        |
| 10 mai 2021 | 127 609†                                                                |                                                                         | 4 437 217 (+0 %)                                                        | 4 437 217 (+0 %)                                                        |
| 17 mai 2021 | 127 684†                                                                |                                                                         | 4 452 756 (+0 %)                                                        | 4 452 756 (+0 %)                                                        |
| 24 mai 2021 | 127 724†                                                                |                                                                         | 4 464 900 (+0 %)                                                        | 4 464 900 (+0 %)                                                        |
| Arrivée du variant indien |                                                                         |                                                                         |                                                                         |                                                                         |
| 31 mai 2021 | 127 782†                                                                |                                                                         | 4 487 339 (+1 %)                                                        | 4 487 339 (+1 %)                                                        |
| 7 juin 2021 | 127 841†                                                                |                                                                         | 4 522 476 (+1 %)                                                        | 4 522 476 (+1 %)                                                        |
| 14 juin 2021 | 127 907†                                                                |                                                                         | 4 573 419 (+1 %)                                                        | 4 573 419 (+1 %)                                                        |
| 21 juin 2021 | 127 981†                                                                |                                                                         | 4 640 507 (+1 %)                                                        | 4 640 507 (+1 %)                                                        |
| 28 juin 2021 | 128 103†                                                                |                                                                         | 4 755 078 (+2 %)                                                        | 4 755 078 (+2 %)                                                        |
| 5 juillet 2021 | 128 231†                                                                |                                                                         | 4 930 534 (+4 %)                                                        | 4 930 534 (+4 %)                                                        |
| 12 juillet 2021 | 128 431†                                                                |                                                                         | 5 155 243 (+5 %)                                                        | 5 155 243 (+5 %)                                                        |
| 19 juillet 2021 | 128 727†                                                                |                                                                         | 5 473 477 (+6 %)                                                        | 5 473 477 (+6 %)                                                        |
| 26 juillet 2021 | 129 172†                                                                |                                                                         | 5 722 298 (+5 %)                                                        | 5 722 298 (+5 %)                                                        |
| 2 août 2021 | 129 743†                                                                |                                                                         | 5 902 354 (+3 %)                                                        | 5 902 354 (+3 %)                                                        |
| 9 août 2021 | 130 357†                                                                |                                                                         | 6 094 243 (+3 %)                                                        | 6 094 243 (+3 %)                                                        |
| 16 août 2021 | 130 979†                                                                |                                                                         | 6 295 613 (+3 %)                                                        | 6 295 613 (+3 %)                                                        |
| 23 août 2021 | 131 680†                                                                |                                                                         | 6 524 581 (+4 %)                                                        | 6 524 581 (+4 %)                                                        |
| 30 août 2021 | 130 979†                                                                |                                                                         | 6 757 650 (+4 %)                                                        | 6 757 650 (+4 %)                                                        |
| 6 septembre 2021 | 133 274†                                                                |                                                                         | 7 018 927 (+4 %)                                                        | 7 018 927 (+4 %)                                                        |
| 13 septembre 2021 | 134 261†                                                                |                                                                         | 7 256 559 (+3 %)                                                        | 7 256 559 (+3 %)                                                        |
| 20 septembre 2021 | 135 252†                                                                |                                                                         | 7 465 448 (+3 %)                                                        | 7 465 448 (+3 %)                                                        |
| 27 septembre 2021 | 136 208†                                                                |                                                                         | 7 701 715 (+3 %)                                                        | 7 701 715 (+3 %)                                                        |
| 4 octobre 2021 | 136 986†                                                                |                                                                         | 7 934 936 (+3 %)                                                        | 7 934 936 (+3 %)                                                        |
| 13 octobre 2021 | 137 763†                                                                |                                                                         | 8 193 769 (+4 %)                                                        | 8 193 769 (+4 %)                                                        |
| 20 octobre 2021 | 138 629†                                                                |                                                                         | 8 497 868 (+4 %)                                                        | 8 497 868 (+4 %)                                                        |
| 27 octobre 2021 | 139 571†                                                                |                                                                         | 8 809 774 (+4 %)                                                        | 8 809 774 (+4 %)                                                        |
| 1er novembre 2021 | 140 672†                                                                |                                                                         | 9 097 311 (+3 %)                                                        | 9 097 311 (+3 %)                                                        |
| 8 novembre 2021 | 141 862†                                                                |                                                                         | 9 333 891 (+3 %)                                                        | 9 333 891 (+3 %)                                                        |
| 15 novembre 2021 | 142 945†                                                                |                                                                         | 9 600 369 (+3 %)                                                        | 9 600 369 (+3 %)                                                        |
| 22 novembre 2021 | 143 972†                                                                |                                                                         | 9 889 926 (+3 %)                                                        | 9 889 926 (+3 %)                                                        |
| 29 novembre 2021 | 144 810†                                                                |                                                                         | 10 189 059 (+3 %)                                                       | 10 189 059 (+3 %)                                                       |
| 6 décembre 2021 | 145 646†                                                                |                                                                         | 10 515 239 (+3 %)                                                       | 10 515 239 (+3 %)                                                       |
| 13 décembre 2021 | 146 477†                                                                |                                                                         | 10 873 468 (+3 %)                                                       | 10 873 468 (+3 %)                                                       |
| 20 décembre 2021 | 147 261†                                                                |                                                                         | 11 453 121 (+5 %)                                                       | 11 453 121 (+5 %)                                                       |
| 27 décembre 2021 | 148 013†                                                                |                                                                         | 12 239 797 (+7 %)                                                       | 12 239 797 (+7 %)                                                       |
| 3 janvier 2022 | 148 901†                                                                |                                                                         | 13 422 815 (+10 %)                                                      | 13 422 815 (+10 %)                                                      |
| - Sources : Gouvernement du RU * Nombre total de cas : morts, guéris et malades ; augmentation journalière en pourcentage. Pas de données officielles sur le nombre de guéris à partir du 28 mars. † Nombre de morts. À partir du 23 avril : avec décès hors hôpital. A partir du 1er juin : abandon de la distinction hors/dans hôpital. 20 mai : réajustement du comptage des tests positifs par le gouvernement. 02 juillet : nouveau réajustement drastique ! Suppression des doublons entre les différentes méthodes de tests. 17 juillet : interruption des données sur le nb de décès sur le site www.gov.uk (réajustements en cours) Données utilisées pour les décès à partir du 17/07 : ECDC Données utilisées pour les décès à partir du 13/08 : Dashboard du RU , cohérentes avec celles de l'ECDC qui ont été corrigée rétroactivement dans le tableau de l'ECDC (non prise en compte dans le graphe ci-dessus en deçà du 12/08/2020) Graphique journalier v · m |                                                                         |                                                                         |                                                                         |                                                                         |

Le 22 janvier, à la suite de la confirmation la veille d'un cas aux États-Unis chez un homme rentrant à Washington de Wuhan, en Chine, où il y avait à l'époque 440 cas confirmés, le DHSC et Public Health England (PHE) évaluent le niveau de risque de « très faible » à « faible ». En conséquence, l'aéroport de Londres-Heathrow reçoit un soutien clinique supplémentaire et une surveillance renforcée des trois vols directs qui arrivent de Wuhan chaque semaine ; chacun doit être accueilli par une équipe de santé aéroportuaire. De plus, tous les aéroports du Royaume-Uni doivent fournir des conseils écrits (en anglais, en mandarin et en cantonais) aux voyageurs malades,. Simultanément, des efforts sont déployés pour retrouver 2 000 personnes qui se sont rendues au Royaume-Uni depuis Wuhan au cours des quatorze derniers jours.

Le Royaume-Uni a ensuite développé un prototype de test de laboratoire spécifique pour la nouvelle maladie. En réponse à l'épidémie, l'aéroport de Londres-Heathrow a reçu un soutien clinique supplémentaire et une surveillance renforcée des trois vols directs qu'il a reçus de Wuhan chaque semaine. Les quatre médecins hygiénistes en chef du Royaume-Uni (CMO) ont fait passer le niveau de risque du Royaume-Uni de faible à modéré le 30 janvier, lors de l'annonce par l'OMS de la maladie comme urgence de santé publique de portée internationale (USPPI). 

Comtés ayant au moins un cas confirmé (au 3 mars 2020).

Le 31 janvier, deux membres d'une famille de ressortissants chinois séjournant dans un hôtel à York, dont l'un a étudié à l'université d'York, deviennent les premiers cas confirmés de Covid-19 en Angleterre et sont transférés dans des établissements spécialisés à Newcastle upon Tyne où la maladie est confirmée. Le même jour, un vol d'évacuation de Wuhan atterrit à RAF Brize Norton et les passagers, dont aucun ne présente de symptômes, sont mis en quarantaine dans un bloc résidentiel du personnel à l'hôpital Arrowe Park de Wirral. Il y avait eu auparavant une controverse sur la question de savoir si le gouvernement devait aider au rapatriement des détenteurs de passeports britanniques des plus grandes zones affectées de Chine, ou restreindre complètement les voyages depuis les régions touchées,. Certains ressortissants britanniques à Wuhan sont informés qu'ils peuvent être évacués mais pas leurs conjoints et/ou leurs enfants munis de passeports chinois continentaux. Cela est ensuite annulé mais le retard fait que certaines personnes ratent leur vol.

### Février 2020
Le 6 février, un troisième cas est confirmé, un homme qui s'était récemment rendu à Singapour avant de passer quelques jours dans une station de ski de Haute-Savoie, en France, est signalé à Brighton. Il avait été à l'origine de l'infection de six de ses proches pendant son séjour en France avant de rentrer au Royaume-Uni le 28 janvier. Après confirmation de ses résultats, les OGC du Royaume-Uni élargissent le nombre de pays où des antécédents de voyages associés à des symptômes pseudo-grippaux — tels que fièvre, toux et difficultés respiratoires — au cours des quatorze derniers jours conduisent à devoir se mettre à l'isolement et à appeler le National Health Service. Ces pays sont la Chine, la Corée du Sud, Hong Kong, le Japon, Macao, la Malaisie, Singapour, Taïwan et la Thaïlande.
Le 10 février, le nombre total de cas au Royaume-Uni atteint huit, quatre autres cas ayant été confirmés chez des personnes liées au cas de Brighton,. À l'échelle mondiale, le virus s'est propagé dans vingt-huit pays. Le matin du 10 février, le secrétaire d'État à la Santé et aux Affaires sociales, Matt Hancock, annonce de nouvelles règles sanitaires afin de donner aux professionnels de la santé publique des « pouvoirs renforcés » pour placer à l'isolement les personnes affectées et celles qui seraient en risque de contracter le virus. Ce jour-là, l'hôpital d'Arrowe Park (en), dans le Merseyside, et l'hôtel et centre de conférence Kents Hill Park à Milton Keynes sont désignés comme lieux d'isolement. Le lendemain, deux des huit cas confirmés au Royaume-Uni sont signalés par BBC News comme étant des médecins généralistes. Un neuvième cas est confirmé à Londres le 11 février.
Le 23 février, le DHSC confirme un total de treize cas au Royaume-Uni, car quatre nouveaux cas de passagers du navire de croisière Diamond Princess ont été détectés. Deux sont transférés au Royal Hallamshire Hospital (en) de Sheffield, un au Royal Liverpool University Hospital et un à la Royal Victoria Infirmary (en) de Newcastle upon Tyne.
Le 27 février, le nombre total de cas confirmés au Royaume-Uni est de seize, dont le premier en Irlande du Nord — une femme qui avait voyagé depuis la zone du foyer épidémique dans le nord de l'Italie, s'étant également arrêtée à Dublin.
Le 28 février, le premier cas au pays de Galles est confirmé chez une personne rentrée du nord de l'Italie, puis transférée dans un centre d'infection spécialisé du NHS au Royal Free Hospital de Londres,,. Le même jour, deux autres cas sont confirmés en Angleterre, dont un homme emmené à Guy's et St Thomas ' et qui devient le vingtième cas de Covid-19 au Royaume-Uni et le premier cas à ne pas avoir contracté la maladie à l'étranger. Il résidait dans le Surrey et était inscrit au Haslemere Health Centre, qui avait auparavant été fermé pour un « nettoyage en profondeur ».
Le 29 février, trois autres cas de virus sont confirmés, portant le nombre total de cas confirmés à vingt-trois, après avoir testé 10 483 personnes. Les trois cas proviennent du Gloucestershire, du Hertfordshire et du Berkshire. Deux des trois personnes touchées étaient récemment rentrées d'Italie tandis que la troisième était revenue d'Asie. Le même jour, la Chief Medical Officer (en) pour l'Écosse, Catherine Calderwood (en), annonce que la surveillance commencerait dans certains hôpitaux et 41 cabinets médicaux en Écosse.
Au cours de la dernière semaine de février, 442 675 appels sont enregistrés sur la ligne d'urgence 111.

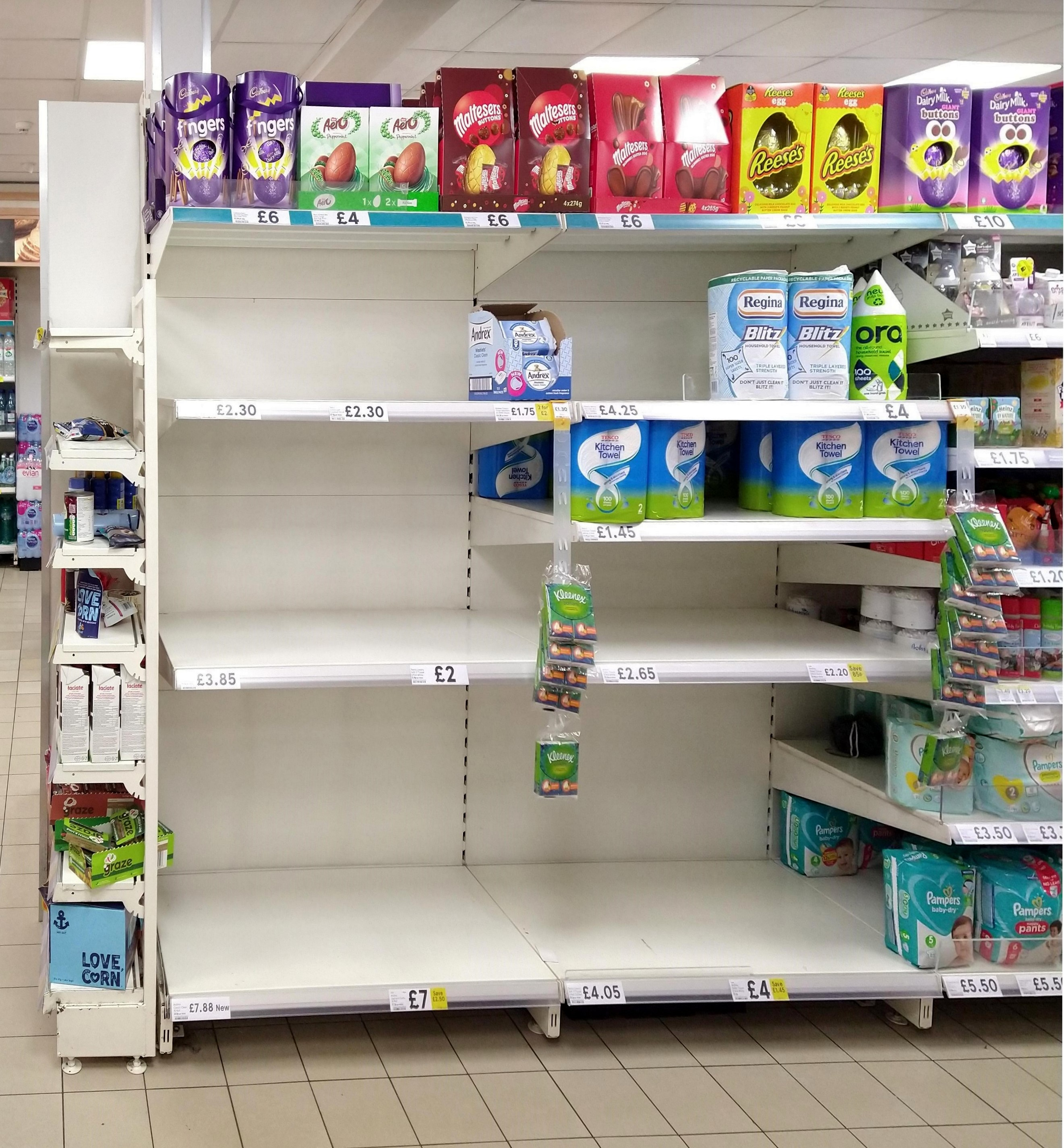
Des œufs de Pâques mais pas de papier toilette dans un Tesco londonien, le 7 mars 2020.
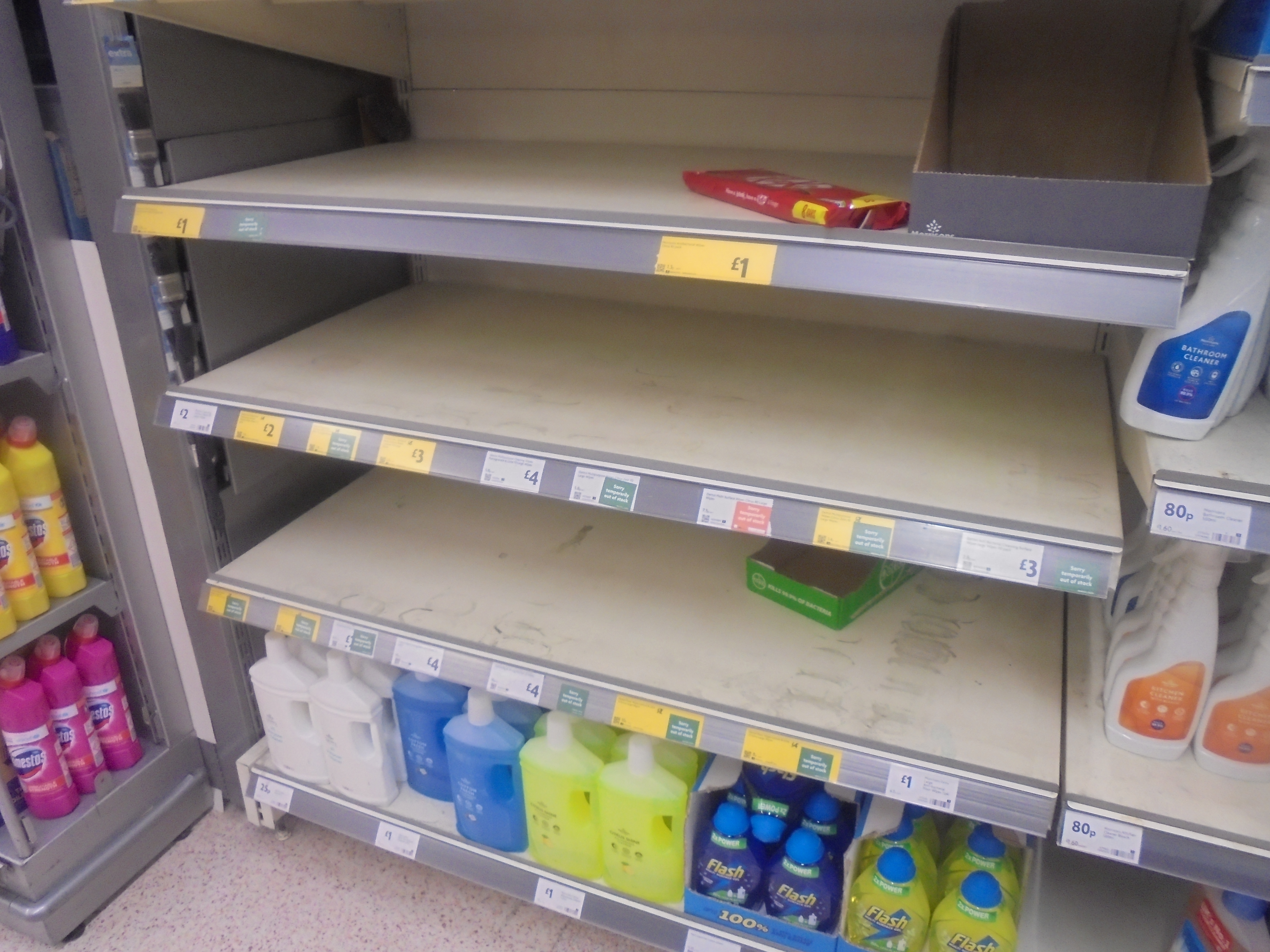
Le rayon des produits de nettoyage dans un Morrisons de Leeds.

### Mars 2020
Le 1er mars, 13 autres cas sont signalés, ajoutant le Grand Manchester et l'Écosse à la liste des zones touchées et portant le total à 36, dont trois seraient des contacts avec le cas du Surrey qui n'avait aucun antécédent de voyage à l'étranger,.
Le 2 mars, quatre autres personnes sont testées positives en Angleterre. Toutes les quatre revenaient récemment d'Italie ; elles viennent du Hertfordshire, du Devon et du Kent. Le nombre total de cas au Royaume-Uni atteint quarante, nombre révisé à trente-neuf après des tests supplémentaires. Le lendemain, alors que le nombre total de cas confirmés est de 51, le gouvernement britannique dévoile son « plan d'action contre le coronavirus », qui décrit ce que le Royaume-Uni a déjà fait et ce qu'il prévoit de faire ensuite.
Le 4 mars, le nombre total de cas confirmés passe à 85. La presse locale annonce que la personne concernée est traitée au Royal Stoke University Hospital (en). Le même jour, un cas est confirmé à Gibraltar chez une personne qui venait du nord de l'Italie.
Le 5 mars, trois autres cas sont annoncés par le docteur Catherine Calderwood, dans les régions du Forth, des monts Grampians et du Greater Glasgow & Clyde[réf. nécessaire]. Le nombre total de cas confirmés au Royaume-Uni est de 115. Une septuagénaire déjà affaiblie par une mauvaise condition médicale est le premier décès au Royaume-Uni.
Le 11 mars, la secrétaire d'État à la Santé, Nadine Dorries, est déclarée positive au coronavirus.
Le 19 mars, la reine Élisabeth II, jusqu'alors au palais de Buckingham, se retire au château de Windsor « par précaution » et son mari le prince Philip la rejoint depuis Sandringham, où il habite depuis son retrait de la vie publique.
Le 24 mars, le Royaume-Uni met en place un confinement national pour au moins trois semaines.
Le 25 mars, il est annoncé que le prince Charles, l'héritier du trône a été testé positif au Covid-19.
Le 27 mars, le Premier ministre, Boris Johnson, annonce avoir été testé positif au coronavirus. Confiné, il affirme qu'« il continuera à mener la bataille contre le virus ».

### Avril 2020
Le 5 avril, le Premier ministre, Boris Johnson est admis à l’hôpital Guy’s and St. Thomas, proche du 10 Downing Street, de manière préventive car ses symptômes du coronavirus persistent.
Le lendemain, 6 avril, après dégradation de son état de santé, le Premier ministre, Boris Johnson est admis aux soins intensifs dans le même hôpital. Le chef de la diplomatie britannique, Dominic Raab, remplace Johnson à la tête du gouvernement le temps de l'hospitalisation et de la convalescence du Premier ministre.
Le dimanche de Pâques, 12 avril, le Premier ministre quitte l'hôpital St. Thomas et part effectuer sa convalescence dans la résidence de campagne des Chequers.
Le Financial Times indique le 22 avril que le nombre réel de décès dus à l’épidémie est de plus de 41 000, soit plus de deux fois plus que le nombre officiel.
Le 29 avril, un premier bilan des décès en maisons de retraite fait état de 26 097 morts au total.

### Mai 2020
La nation la plus touchée du Royaume-Uni en mai 2020 est l’Angleterre, qui compte 10 % d'infectés à Londres et 4 % dans le reste du pays — quelques millions — d'après des sérologies.

### Octobre 2020

Nombre de nouveaux cas (bleu) et nombre de décès (rouge) - lissage dégressif, coordonnées logarithmiques. Après une montée épidémique violente en mars atteignant un pic début avril, l'épidémie reprend début septembre.

Le 23 octobre 2020, le Premier ministre gallois impose un nouveau confinement national dans le pays de Galles d'une durée de deux semaines. Pendant cette durée, les bars, pubs, restaurants, hôtels, piscines, salles de gyms et les magasins « non essentiels » seront fermés.
Les habitants devront rester chez eux et ne pourront sortir que pour acheter de la nourriture ou des médicaments ou suivre un traitement médical, porter assistance à d'autres personnes ou faire de l'exercice physique. De même, les étudiants logés dans des résidences universitaires devront respecter le confinement.
Le télétravail sera recommandé.
Les écoles primaires resteront ouvertes en dehors des vacances scolaires. Dans les écoles secondaires, seuls les élèves des première et deuxième année (équivalent de la sixième et de la cinquième) se rendront à l'école. Les autres élèves suivront les cours à la maison.
Les crèches resteront ouvertes.
La frontière avec l'Angleterre ne peut être traversée pendant le nouveau confinement que pour des "voyages essentiels". Les déplacements à l'intérieur du pays de Galles ne peuvent avoir lieu que pour une raison "raisonnable".
Les lieux de cultes resteront fermés, à l'exception des mariages, des unions civiles et des funérailles.
Le 31 octobre 2020, Boris Johnson déclare qu'« il faut rester humble face à la nature » et annonce un nouveau confinement dans toute l'Angleterre (mais pas dans tout le Royaume-Uni) qui devra débuter le jeudi 5 novembre et durer au moins jusqu'au 2 décembre. Durant ce nouveau confinement, les cafés, pubs et restaurants seront fermés sauf en ce qui concerne la vente à emporter ou les livraisons. Les habitants sont appelés à rester chez eux et à ne sortir que pour faire de l'exercice, se rendre à un rendez-vous médical ou faire des courses alimentaires essentielles.
Durant le confinement, les voyages à l'étranger seront limités aux motifs professionnels.
Les magasins non essentiels, ainsi que les centres de loisir seront fermés. Les écoles, les universités et les collèges resteront ouvertes. Il n'est possible de ne rencontrer qu'une seule personne ne faisant pas partie de son foyer, à l'extérieur de chez soi.

### Décembre 2020
À la mi-décembre 2020, le pays voit apparaître une nouvelle souche de Covid-19, ce qui amène le gouvernement britannique à « reconfiner Londres et le sud-est de l'Angleterre dès » le 20 décembre 2020. Pour éviter la propagation de cette nouvelle souche, la France ferme temporairement sa frontière avec le Royaume Uni, et certains pays interrompent leurs liaisons aériennes.

### Janvier 2021
Le 4 janvier 2021, l'Angleterre est à nouveau entièrement confinée, au moins jusqu'au mois de mars. Le 8 janvier, le maire de Londres déclare « l’état d’urgence » pour la ville, reconnaissant que le virus y est « hors de contrôle ».
Le bilan des morts dépasse les 80 000 dans le pays début janvier. Au bord de la saturation, le National Health Service est confronté à « la situation la plus dangereuse jamais connue », indique le 10 janvier Chris Whitty, le conseiller médical en chef du gouvernement.

### Printemps 2021
En mars, plus de 20 millions de Britanniques ont reçu au moins une dose des vaccins de Pfizer ou d’AstraZeneca. En mai, le nombre de cas atteint le nombre total de 4 446 292, et le nombre de décès est de 127 771, soit un taux de mortalité de 2,87 %, un taux de guérison de 0,24 % et un taux de personnes encore malades de 96,88 %.
Début juin 2021, malgré la campagne de vaccination déjà avancée, la crainte d'une nouvelle vague se fait sentir « avec la propagation du variant dit indien, B.1.617.2, beaucoup plus contagieux », du virus qui fait remonter la courbe des contaminations.
L'ex-conseiller de Boris Johnson, Dominic Cummings, dévoile en juin des captures d'écran montrant que le gouvernement a plusieurs fois menti concernant la crise sanitaire et souligne les tensions au sein de l'exécutif.

## Mesures sanitaires

### Tests et surveillance
Peu de temps après avoir confirmé que la cause du foyer épidémique de pneumonies à Wuhan était un nouveau coronavirus, les autorités chinoises avaient partagé sa séquence génétique pour le développement international de tests diagnostiques. Le Royaume-Uni développe un prototype de test spécifique pour la nouvelle maladie, effectué sur un échantillon du nez, de la gorge et des voies respiratoires et testé dans les laboratoires de Public Health England (PHE) à Colindale (en) (Londres). Au 3 février, 326 tests au total avaient été effectués au Royaume-Uni. Au cours des semaines suivantes, PHE met le test à la disposition de douze autres laboratoires au Royaume-Uni, ce qui permet de tester 1 000 personnes par jour.
Après que 300 employés ont été invités à travailler à domicile le 26 février 2020 à Londres, alors qu'une personne suspecte attendait un résultat de test pour le virus, PHE a annoncé qu'elle allait accroître la surveillance en élargissant les tests au Royaume-Uni pour inclure les personnes présentant des symptômes pseudo-grippaux dans cent cabinets médicaux et huit hôpitaux : le Royal Brompton et Harefield, Guy's et St Thomas' et le Royal Papworth Hospital, ainsi que les hôpitaux de Brighton, Sussex, Nottingham, South Manchester, Sheffield et Leicester. La surveillance est étendue à certains hôpitaux et cabinets médicaux en Écosse.
Des centres de dépistage au volant sont mis en place par le Central London Community Healthcare NHS Trust au Parsons Green Health Centre le 24 février et par NHS Lothian au Western General Hospital à Édimbourg. Pour limiter le phénomène épidémique le gouvernement a développé une politique de test-and-trace qu'il souhaite world-beating. Le but de ce dispositif est d'atteindre 80 % des contacts. Le taux effectif a été de 47 % à Luton et de 65 % à Leicester ville qui bénéficie d'une politique de rester-chez-soi de 54 % à Blackburn et Darwen, 66 % à Rochdale et 77 % à Kirklees. Des rapports du Medical Research Council Center for Global Infectious Disease Analysis de l'Imperial College London fournissent des estimations calculées mathématiquement des taux de létalité.
Les autorités ne sont pas préparées à affronter une crise sanitaire. Le pays ne disposait pas de dispositif de tests à grande échelle, de masques en quantité suffisante, ou de capacités de fabrication sur son territoire de ces produits. D'autre part, les maisons de retraite – des institutions privées en manque chronique de personnel – ne sont pas protégées à temps.
La capacité pour les personnes considérées comme cas contact de s'auto-isoler varie selon leur niveau de revenu. Une enquête démontre qu'elle est trois fois moindre chez les publics dont le revenu est inférieur à 20 000 livres sterling par an ou chez ceux qui disposent de moins de 100 livres d’épargne. L'impact du Covid-19 au Royaume-Uni est corrélé aux inégalités sociales. L’espérance de vie a diminué de façon plus marquée dans les régions où les taux de pauvreté sont les plus élevés.
Le gouvernement britannique a envisagé en 2020 de faire « exterminer » les chats du Royaume-Uni, craignant que ceux-ci contribuent à propager la maladie.

### Vaccination
En juin 2021, près de 75 % des adultes ont reçu au moins une première dose de vaccin au Royaume-Uni, principalement celui d'AstraZeneca, et « 25 millions de Britanniques ont reçu les deux doses ». Mais « certains indicateurs repartent à la hausse depuis le mois de janvier alors que la population ne cesse d’être vaccinée ».

## Politique globale et réponses par secteurs

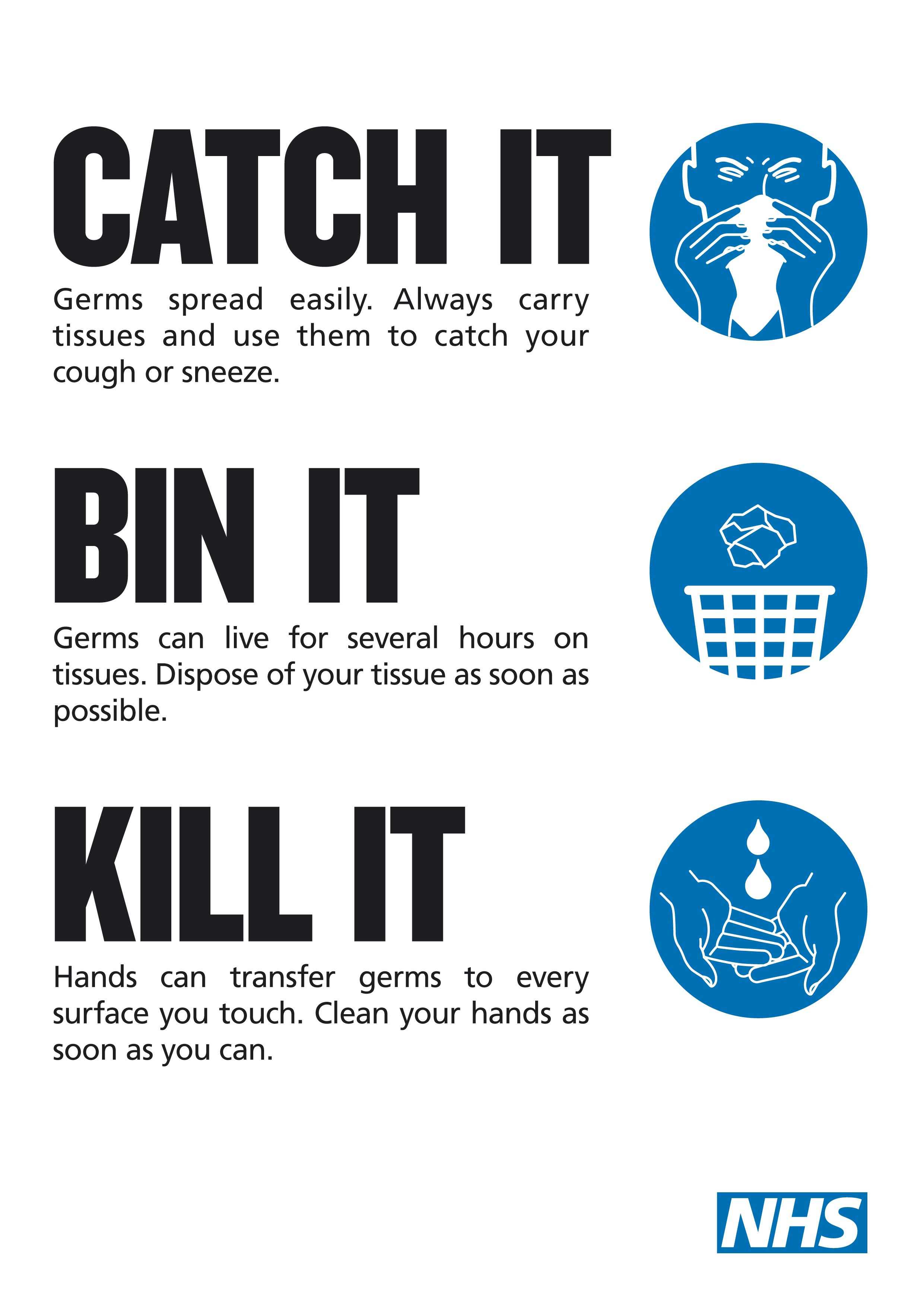
Affiche avec le slogan Catch it, Bin it, Kill it concernant le coronavirus.
- Une affiche du gouvernement britannique/NHS sur le coronavirus, février 2020[69].

La réponse politique a changé en fonction du nombre de cas détectés et il y a eu des changements dans les endroits où les personnes touchées ont contracté le virus, ainsi qu'en fonction de ce qui s'est passé dans d'autres pays. En février, Chris Whitty (en), conseiller médical en chef du gouvernement britannique, explique : « nous avons essentiellement une stratégie qui dépend de quatre objectifs tactiques : le premier est de contenir ; le second de retarder ; le troisième c'est la recherche scientifique et le quatrième est d'atténuer les effets afin que nous puissions renforcer le NHS ». Ces objectifs correspondent à quatre phases ; les actions spécifiques impliquées dans chacune d'entre elles sont :
- Contenir : détecter les cas précoces, suivre les contacts étroits et empêcher la maladie de s'établir dans le pays aussi longtemps que c'est raisonnablement possible ;
- Retarder : ralentir la propagation au Royaume-Uni et (si cette dernière a lieu) et réduire l'impact maximale et l'éloigner de la saison hivernale ;
- Rechercher : mieux comprendre le virus et les actions qui diminueront son effet sur la population britannique ; innover en termes de réponses, y compris les diagnostics, les médicaments et les vaccins ; utiliser les données probantes pour orienter l'élaboration des modèles de soins les plus efficaces ;
- Atténuer : fournir les meilleurs soins possibles aux personnes qui tombent malades, aider les hôpitaux à maintenir les services essentiels et assurer un soutien continu aux personnes malades dans la population, afin de minimiser l'impact global de la maladie sur la société, les services publics et l'économie[70]. Avec les Pays-Bas, le Royaume-Uni est l'un des seuls pays à avoir choisi une telle voie[71].

Les quatre OGC britanniques relèvent le niveau de risque de faible à modéré le 30 janvier après l'annonce par l'OMS que la Covid-19 est une urgence de santé publique de portée internationale,. Dès l'apparition des premiers cas au Royaume-Uni le 31 janvier, une campagne d'information sur la santé publique, similaire à la précédente campagne « Catch it, Bin it, Kill it », est lancée pour conseiller les gens sur la manière de réduire le risque de propager le virus.
Il est conseillé aux voyageurs en provenance de la province du Hubei, en Chine, de s'isoler, de « rester à la maison, de ne pas aller au travail, à l'école ou dans des lieux publics, de ne pas utiliser les transports en commun ou les taxis, de demander à des amis, des membres de la famille ou des services de livraison de le faire leurs courses » et appeler le NHS 111 s'ils sont arrivés au Royaume-Uni au cours des quatorze jours précédents, qu'ils soient malades ou non. Au début du mois de février, la découverte de nouveaux cas incite le secrétaire d'État à la Santé et aux Affaires sociales, Matt Hancock, à annoncer le « Règlement de 2020 sur la protection de la santé (coronavirus) ». Des mises à jour quotidiennes sont publiées par le DHSC. Pendant ce temps, NHS Digital collecte des données.
Le 25 février 2020, les CMO du Royaume-Uni conseillent à tous les voyageurs (malades ou non) revenus de zones à risque (le Hubei, l'Iran, la Corée du Sud et les régions italiennes concernées) au cours des quatorze derniers jours, de se confiner et d'appeler le NHS 111. Ce conseil est également donné à toute personne présentant des symptômes pseudo-grippaux et ayant des antécédents de voyage en provenance de la Birmanie, du Cambodge, du Laos, du Viêt Nam ou des régions italiennes situées au nord de Pise, Florence et Rimini et revenues au Royaume-Uni depuis le 19 février.
Le 2 mars, le Premier ministre Boris Johnson déclare dans une interview à BBC News que « la chose la plus importante maintenant est que nous nous préparions contre une éventuelle expansion très importante du coronavirus dans la population britannique ». Il intervient après la confirmation du 39e cas au Royaume-Uni et plus d'un mois après la confirmation du premier cas. Le même jour, un programme de BBC One intitulé Coronavirus: Tout ce que vous devez savoir met en place une séance de réponses aux questions du public sur l'épidémie. Le lendemain, le Plan d'action contre les coronavirus est dévoilé,. Le lendemain, alors que le nombre total de cas au Royaume-Uni est de 51, le gouvernement déclare l'épidémie comme étant un « incident de niveau 4 » permettant au NHS England de prendre le contrôle de toutes les ressources du NHS. Des publicités sont diffusées pour modifier les comportements, y compris en adoptant une bonne hygiène et une bonne hygiène respiratoire (« Catch it, Bin it, Kill it »), une mesure simple qui aide à retarder le pic de l'infection et à gagner du temps pour les tests de dépistage et le développement de vaccins.
Globalement, le Royaume-Uni a adopté pendant un premier temps une stratégie d'immunité collective, reposant sur le fait qu'une importante contamination des individus les moins à risque puisse servir de bouclier à la population, à la manière des campagnes vaccinales touchant une grande partie de la population. Cette politique fait reposer les actes de prévention sur les choix individuels, à l'exception de quelques consignes données aux publics les plus fragiles et de mesures ponctuelles, au cas par cas. Il enjoint par exemple de ne pas annuler les manifestations de groupe, arguant que cela serait peu efficace pour endiguer les infections et causerait de trop grandes perturbations de la vie publique. Les experts du gouvernement britannique définissaient comme hypothèse pessimiste le taux de 80  % de la population britannique nécessaire pour atteindre l'immunité collective, ce qui pourrait entrainer jusqu’à 500 000 morts. Le Premier ministre Boris Johnson reconnait le 12 mars que « chacun doit s’attendre à la perte précoce d’êtres aimés ». En outre, cette stratégie contraint l’ensemble des partenaires commerciaux du Royaume-Uni à accepter la diffusion du virus.
Toutefois, du fait de l'augmentation du nombre de cas, sous la pression des critiques des scientifiques et de l'Organisation mondiale de la Santé pointant le risque d'une propagation massive et non contrôlée, et devant les initiatives collectives d'annulation de grands événements, le gouvernement infléchit sa position. Le 14 mars, il annonce qu'il interdit le week-end suivant les rassemblements importants et demande aux personnes présentant des symptômes de toux et de grippe, même très légers, de rester chez eux. Toutefois, le principe d'une affection par le virus de 60  % de la population est provisoirement conservé, l'affichage d'une politique dite « phase retard » avec aplatissement et décalage dans le temps du pic de la courbe d'infection permettant d'envisager de nouvelles mesures plus contraignantes si besoin. Les critiques des scientifiques portent sur les risques encourus en raison d'un double pari : une telle politique d'immunisation collective ne peut fonctionner que si le virus devient saisonnier et ne mute pas l'année suivante, et si les personnes infectées en premier sont bien les plus résistantes.
Le chercheur en économie politique et sociologie de la santé Théo Bourgeron estime que « la doctrine britannique est loin d’être un événement isolé : son édiction résulte du développement au sein du corpus idéologique des droites au pouvoir — notamment au Royaume-Uni et aux États-Unis — de doctrines sanitaires radicalement individualistes. Au cours des dix dernières années, de nombreux commentateurs ont montré comment le cœur idéologique du Parti conservateur a progressivement glissé du centre droit vers les think tanks de Tufton Street, du nom de cette rue de Westminster dans laquelle se regroupent les boîtes à idées de la droite radicale héritées de l’ère Thatcher, fréquemment eurosceptiques, climatosceptiques et libertariennes. Bien avant la crise du SARS-CoV-2, malgré la réémergence d’épidémies de rougeole au Royaume-Uni, ces institutions recommandaient l’abandon des politiques de vaccination obligatoire pour les maladies infantiles. Certaines d’entre elles jugeaient l’immunité de groupe acquise par la vaccination au choix déjà bien assez élevée, et d’autres proposaient de la remplacer par des mécanismes marchands. »
Le 24 mars 2020, le Royaume-Uni met en place un confinement national pendant une période d'au moins trois semaines, mettant ainsi fin à la première phase stratégique.
Le gouvernement faits face à une montée des critiques courant avril pour sa gestion de la crise. Le Sunday Times, traditionnellement proche des conservateurs, reproche au gouvernement d'avoir ignoré les alertes des scientifiques et les appels à s'approvisionner en combinaisons médicales et à Boris Johnson d'avoir manqué plusieurs réunions de crise consacrées au virus. Le dirigeant travailliste Keir Starmer juge le gouvernement « trop lent » dans sa réponse à l'épidémie, tardant notamment à décréter le confinement, augmenter le nombre de dépistages et fournir des équipements appropriés aux soignants.
La gestion hasardeuse et parfois contradictoire de la crise sanitaire par le gouvernement entraine une baisse de la popularité de Boris Johnson, lequel ne dispose plus que de 34 % d'opinions favorables en novembre. Les sondages indiquent que si des élections étaient organisées, les travaillistes passeraient en tête (40 % des votes), devant les conservateurs (38 %).

### Mesures économiques prises par le gouvernement
Sous la pression du mouvement syndical, le gouvernement britannique s'engage à mettre en place une forme de chômage partiel garantissant à chaque salarié confiné 80  % du salaire. La mesure ne concerne toutefois pas les travailleurs « indépendants », qui représentent 5 millions de personnes et plus de 20  % de la population active, pour lesquels le gouvernement ne prévoit qu’une allocation de sécurité sociale équivalant à 101 euros par semaine. Un montant jugé largement insuffisant pour remplir ses besoins essentiels au Royaume-Uni. Le syndicat IWGB, qui fédère des travailleurs des plateformes numériques, décide en conséquence d'engager une action en justice contre le gouvernement Johnson.
« Rester à la maison dans de telles conditions, ça ne sera pas possible pour beaucoup de travailleurs, enregistrés comme indépendants, qui devront dès lors prendre le risque de sortir et travailler », dénonce Dan Dobson, représentant du syndicat Unite. Le dirigeant de l'opposition travailliste, Jeremy Corbyn, relève l'aveu de Matthew Hancock, le ministre de la Santé conservateur : « Il a admis qu'il ne pourrait pas survivre en recevant une telle somme chaque semaine. Le gouvernement doit faire comme il l'a fait pour les salariés et protéger les revenus des indépendants et des contrats à zéro heure. » Lors d’un débat à la Chambre des Communes, les députés travaillistes ont contraint le ministre des Finances à promettre, sans plus de détails, des mesures plus adaptées à moyen terme.
En outre, des inquiétudes subsistent quant à la capacité des hôpitaux britanniques, très fragilisés par une décennie d’austérité, à faire face à l'épidémie.
L'emprunt public a plus que triplé entre avril et octobre pour atteindre 214,9 milliards de livres. Les autorités ont notamment prolongé le dispositif de chômage partiel pour éviter des suppressions massives d’emplois. Une hausse des impôts sur les Britanniques les plus riches serait envisagée par le gouvernement, mais une telle mesure est jugée politiquement délicate.
Un rapport de l'Office national d’audit publié en novembre 2020 révèle que le gouvernement a confié des marchés liés à la pandémie à des sociétés privées pour un total de 17 milliards de livres sterling de manière opaque et parfois à la limite du conflit d’intérêts. Des proches de membres du gouvernement, notamment du ministre de la Santé, ont obtenu des contrats publics en toute discrétion et gagné des millions de livres sterling, suscitant des soupçons de copinage.

### Réponses des consommateurs

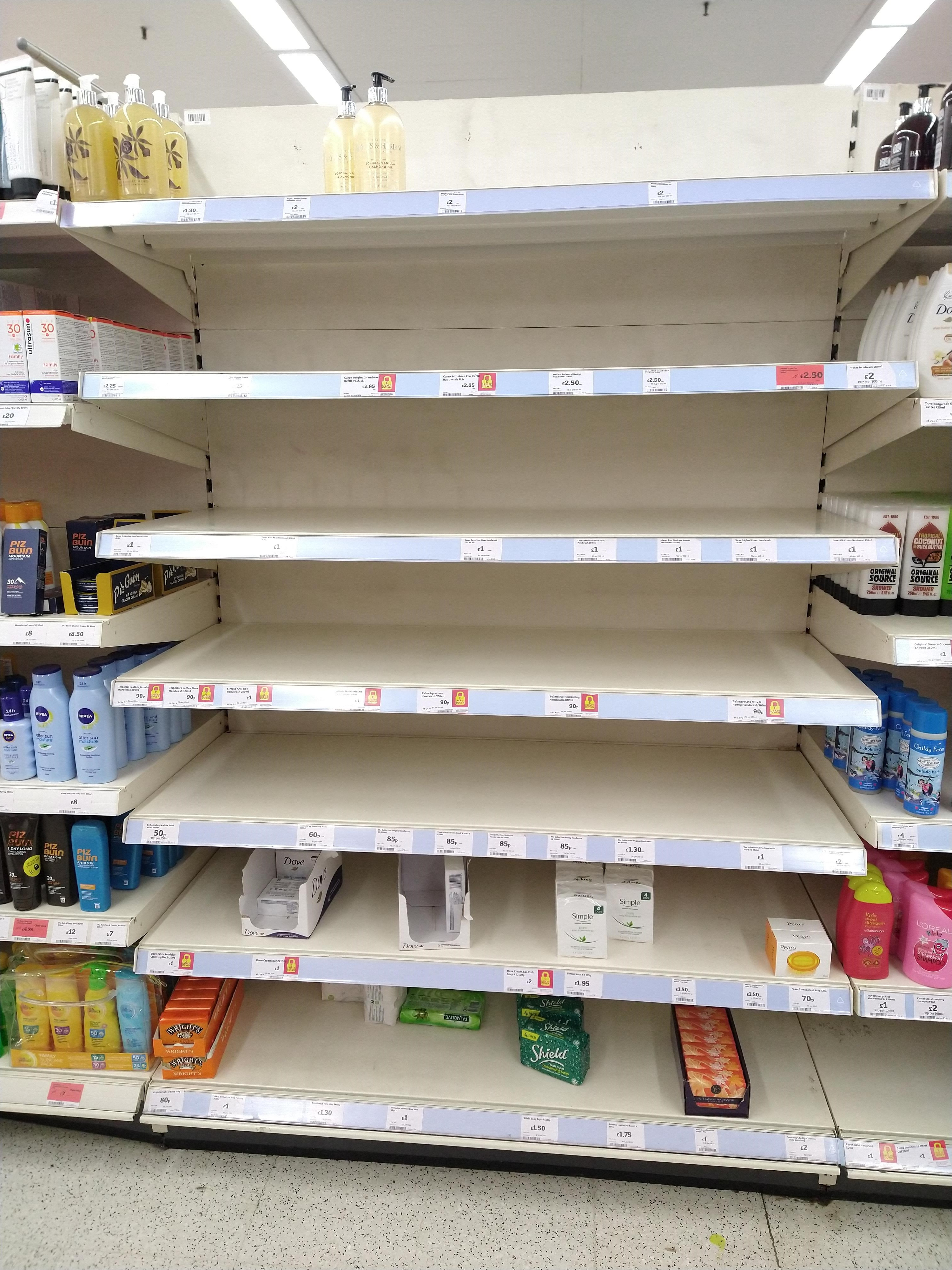
Pénurie de produit pour le lavage des mains et de savon dans un supermarché de Londres, le 3 mars 2020.

Il est rapporté dans The Guardian que les supermarchés britanniques et leurs fournisseurs ont élaboré un plan pour assurer un approvisionnement constant d'une gamme de produits de base en cas de panique des consommateurs. Tesco, la plus grande chaîne de supermarchés du pays, aurait effectué des exercices de simulation pour se préparer à des événements tels qu'une pandémie de grippe qui pourraient être utilisés pour faire face à l'épidémie de Covid-19. Des désinfectants pour les mains et des produits antibactériens sont en rupture de stock dans certains supermarchés. Des détaillants en ligne signalent que des consommateurs passent des commandes inhabituellement importantes, tandis que le directeur général de la chaîne de surgelés Iceland signale une augmentation des ventes.
À cause de l'inquiétude et du manque de contrôle de soi de certaines personnes, des scènes peuvent laisser croire que des émeutes ont lieu dans des magasins du pays. Les supermarchés appellent donc les consommateurs à s'entraider pour que personne ne manque de rien. Dès le courant du mois d'avril, le secteur de l'assurance se retrouve pointé du doigt par les consommateurs britanniques. Fin juin, l'expert en assurance Hello Safe révèle dans une étude une baisse de 69  % des sinistres automobiles entre mars et juin 2020, qui se chiffrerait par une économie de 1,3 milliard de livres sterling réalisé par le secteur de l'assurance automobile au Royaume-Uni sur toute la période du confinement. Devant cette situation, plusieurs grands assureurs britanniques décident dans le courant du mois d'avril des remboursements de primes à destination de leurs clients.

### Autres acteurs économiques
Le gouverneur de la Banque d'Angleterre appelle le gouvernement britannique à apporter son soutien aux entreprises touchées par le virus et aurait collaboré avec le Trésor pour fournir un plan de relance afin d'éviter que l'économie britannique ne tombe en récession.
La Bourse de Londres chute en raison des inquiétudes suscitées par le virus.
L’État britannique verse au Crown Estate, lequel gère le portefeuille des actifs associés à la Couronne britannique, une aide conséquente pour compenser en partie les pertes de recettes enregistrées dans la gestion de son parc immobilier.
Le PIB britannique pourrait chuter de 11 % en 2020.

### Enseignement
À la suite de cas en Italie, la Cransley School (en) de Northwich (Cheshire) et le Trinity Catholic College (en) de Middlesbrough ferment leurs portes, certains de leurs élèves, de retour d'Italie où ils skiaient, étant revenus avec des symptômes. Le 28 février, quatorze écoles du Royaume-Uni ferment leurs portes.
En raison de l'annulation des examens, les autorités écossaises ont attribué aux élèves des notes révisées en fonction des résultats moyens dans leurs établissements par le passé. Les élèves issus des zones les plus riches ont ainsi bénéficié de notes supérieures à ceux des quartiers populaires. Cette situation a conduit à des rassemblements visant à dénoncer une « loterie du code postal ». L'Angleterre, le Pays de Galles et l'Irlande du Nord se voient peu après confrontés à une situation semblable. Devant la mobilisation des élèves et des syndicats d'enseignants, les autorités acceptent de rétablir les notes initiales attribuées par les enseignants aux élèves. Le Premier ministre britannique, Boris Johnson, avait dans un premier temps défendu des « résultats justes, robustes et fiables pour les employeurs ».

### Loi et ordre public
Des rapports isolés font état d'incidents avec des Italiens et des Chinois et un étudiant singapourien a été agressé à Londres dans une agression que la police a liée à des craintes en rapport avec le coronavirus.

### Lockdown Files
En mars 2023, les Lockdown Files mettent en cause par leur contenu le mode de gestion de la crise sanitaire du Covid-19 de l’ancien ministre britannique de la Santé Matt Hancock,. Les messages montrent qu'il est à l'origine de la décision, prise au début de la pandémie, de ne pas tester systématiquement toutes les entrées en maisons de retraite, décision qui a contribué à la diffusion du Covid-19 parmi les plus âgés.
En juin 2020, le ministre déclare que pour que les gens « se comportent bien », il serait préférable que la presse s’intéresse davantage à un rapport de l’université de Cambridge, montrant un taux de transmission élevé dans certaines parties du pays, plutôt qu’une étude de l’Imperial College London donnant des nouvelles plus positives. Les Lockdown Files révèlent notamment un certain nombre d’échanges portant sur la stratégie à adopter pour faire accepter de nouvelles restrictions dans lesquels Matt Hancock, parle avec son conseiller en communication en décembre 2020 de « faire peur à tout le monde avec la nouvelle souche ». 
On y apprend également que la décision d'imposer le masque dans les couloirs des collèges et des lycées a été prise uniquement pour éviter un « clash » avec Nicola Sturgeon en Écosse.

## Conséquences

### Sur les sports
Le match de rugby Angleterre-Italie du tournoi des Six Nations est reporté et d'autres événements sportifs au Royaume-Uni pourraient aussi être reportés.
La Premier League abandonne la poignée de main de fair-play entre les joueurs et les officiels.

### Sur les transports

#### Aviation
Dès la deuxième quinzaine de janvier, l'aéroport de Londres-Heathrow reçoit un soutien clinique supplémentaire et une surveillance renforcée des trois vols directs qu'il reçoit de Wuhan chaque semaine ; chacun d'entre eux doit être accueilli par une équipe sanitaire. Peu après, des compagnies aériennes, dont British Airways et Ryanair, annoncent un certain nombre d'annulations de vols pour le mois de mars.
La compagnie aérienne régionale Flybe, déjà au bord de l'effondrement à la suite de difficultés financières antérieures annonce l'arrêt de la vente de billets à 22 h le 4 mars. La société fait faillite et cesse ses activités le lendemain,.

#### Autres moyens de transport

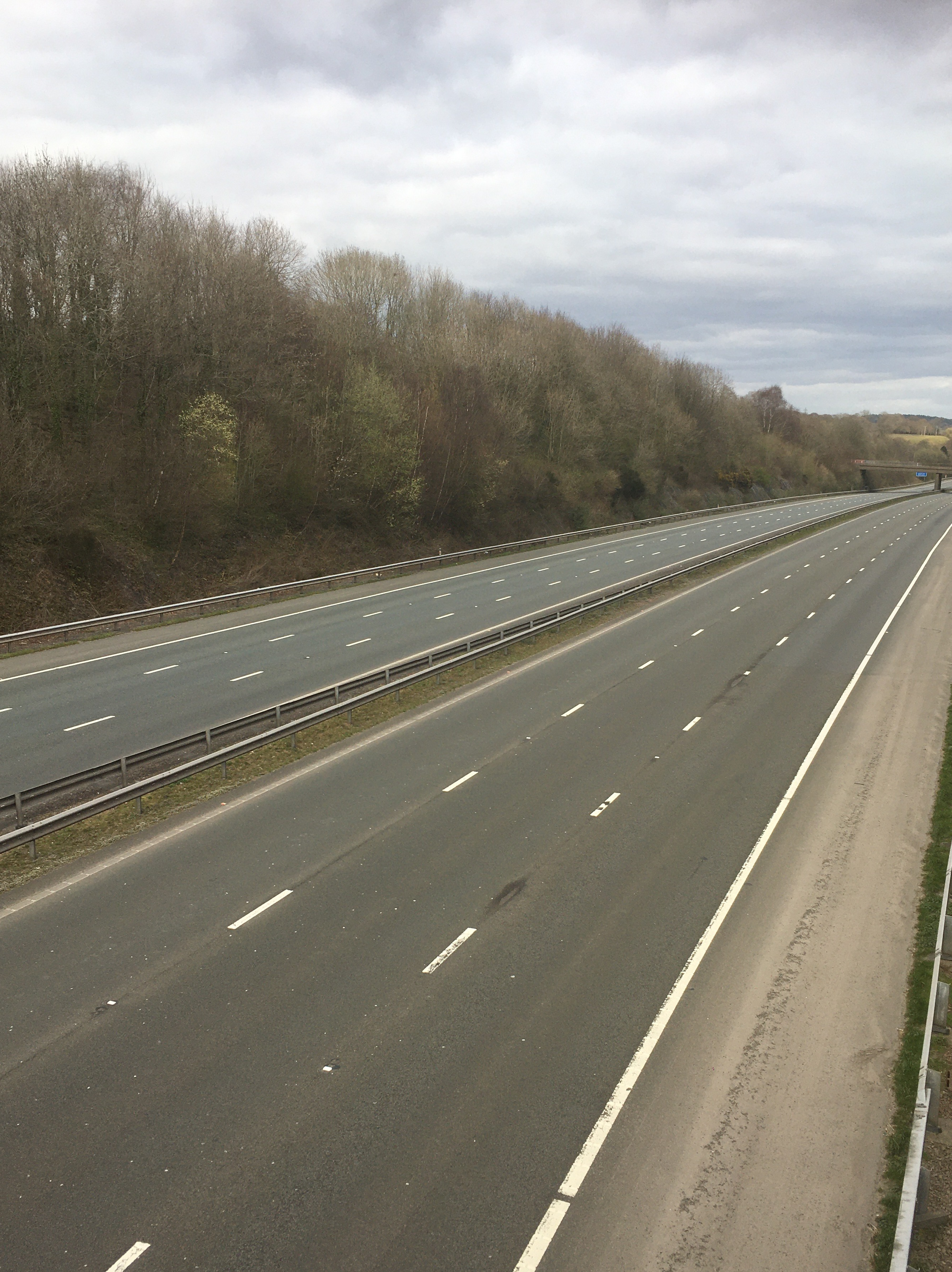
L'autoroute M4 vide près de Cardiff dans l'après-midi du samedi 28 mars 2020.

Après le premier jour de confinement, la circulation automobile se réduit et les rues se vident. Le métro de Londres voit sa fréquence fortement réduite. Le maire de Londres, Sadiq Khan, alerte les habitants sur Twitter et déclare : « Je ne peux le dire plus vigoureusement : nous devons stopper tous les usages non indispensables des transports publics. Ignorer ces règles signifie que des vies seront perdues ». Il recommande aux usagers d'éviter les heures de pointe s'ils doivent se rendre au travail et n'utiliser les transports en commun que s'ils sont absolument essentiels. L'exploitant Transport for London (TfL) réduit le trafic du métro par étapes. Tous les services de nuit, ainsi que la Waterloo & City line, sont suspendus à partir du 20 mars et 40 stations de métro sont fermées le même jour. TfL introduit de nouvelles mesures le 25 mars pour lutter contre la propagation du virus, en ralentissant le flux de passagers sur les quais. Les mesures comprennent la nécessité de faire la queue aux portes d'entrée et l'arrêt de certains escaliers mécaniques.

### Soutien au personnel soignant
Parmi de nombreuses actions de soutien au personnel soignant, la collecte de fonds au profit du personnel soignant et du NHS organisée par Tom Moore récolte plus de 20 millions de livres de dons en seulement 11 jours et acquiert une renommée internationale.
Le personnel soignant envisage une grève en 2021 à la suite de la décision du gouvernement de n'accorder qu'une hausse symbolique de 1 % de leur salaire, soit moins que l'inflation. Les infirmières sont en outre décrite comme « épuisées et en sous-effectif chronique. »

### Impact sur la santé mentale
Certaines personnalités vivent avec difficulté les contraintes dues à la politique sanitaire. Pendant la pandémie, le nombre d'appels aux services de secours, ayant pour cause un suicide ou une à une tentative, a été doublé
Une augmentation générale des tendances suicidaires est constatée,, par exemple à York. D'après une étude réalisée par l'Université de Glasgow sur un échantillon de plus de trois mille personnes, pendant les six premières semaines du lock-down, une personne sur dix avait des pensées suicidaires. Ainsi, dès avril, le gouvernement met en place un plan de prévention des suicides.
En septembre, l'organisation caritative Lancashire Mind rappelle que selon l'Office for National Statistics (ONS), il y a eu une augmentation spectaculaire du nombre d'adultes souffrant d'une forme ou d'une autre de symptômes dépressifs depuis le début de la pandémie, et que près d'un adulte sur cinq a déclaré avoir subi une forme de dépression pendant la pandémie, soit presque un doublement par rapport à 9,7%, avant la pandémie.
Malgré tout, en octobre, un article du International Journal of Medicine affirme que pour réduire les suicides, il est toujours impératif de diminuer le stress, l'anxiété, la peur et la solitude, et qu'il devrait y avoir des campagnes médiatiques pour promouvoir la santé mentale et réduire la détresse de la population.
D'après le docteur Keri Nixon, le lock-down entrainerait une augmentation des suicides, de l'alcoolisme et des violences familiales. Relayée par Cambridge University Press, le magazine International Psychogeriatrics craint un effet sur le suicide des personnes âgées.
Ainsi, la jeune chanteuse Beth Palmer met fin à ses jours, n'ayant pas supporté le confinement. Un état de santé mentale précaire peut parfois être aggravé, poussant certains à commettre l'irréparable.

### Stratégies d'immunité de groupe et deconfinement

Restrictions par pays en date du 7 juin 2020.
Restrictions appliquées au niveau national.
Restrictions appliquées au niveau infranational.
Restrictions anciennement appliquées au niveau national.
Restrictions anciennement appliquées au niveau infranational.
Pas de restriction appliquée.

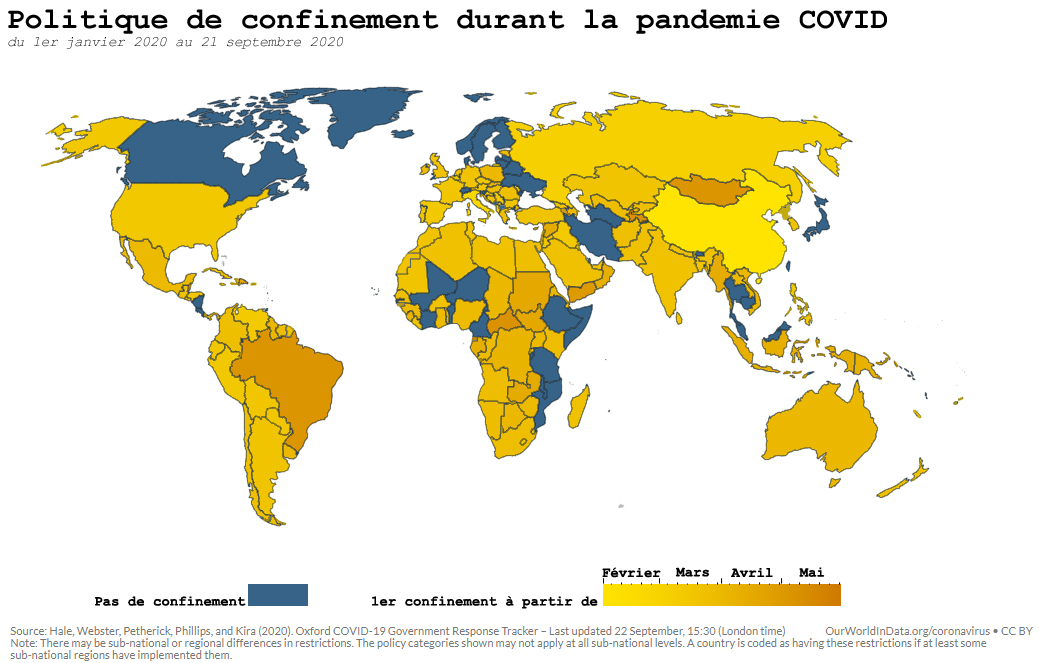
Politique de confinement durant la pandémie de Covid-19, du 1er janvier 2020 au 21 septembre 2020.

Le Royaume-Uni (avant de changer d'avis), les Pays-Bas et la Suède ont annoncé qu'ils souhaitaient parvenir à une immunité de groupe (ou immunité grégaire) en attendant un vaccin, plutôt que de s'orienter vers le confinement. Il s'agit ici de laisser les personnes les moins vulnérables attraper le virus tout en protégeant les personnes les plus vulnérables,. Une étude a montré que les habitants de New-Delhi auraient développé en 2021 une immunité collective face au virus, aidés en partie par la pyramide des âges en Inde qui donne une mortalité potentiellement 3 fois inférieure par exemple à celle de la France. Ce dernier facteur ne peut cependant pas expliquer seul la plus faible mortalité observée qui pourrait être due due à l'immunité croisée résultant d'un plus fort taux d'exposition à d'autres types de coronavirus. Une faible mortalité également été observée au Bangladesh, pays où les modèles prédisaient, en avril 2020, 500.000 morts alors qu'au début février 2021 on n'en a enregistré que 10.000. Cette immunité croisée pourrait provenir du coronavirus humain NL63 qui utilise aussi l'enzyme de conversion de l'angiotensine 2 (ACE2) comme récepteur.
Le principe est le suivant : la propagation d'une maladie contagieuse dans une population est enrayée à partir du moment où une proportion de [{\displaystyle 1-1/R_{0}}] — où {\displaystyle R_{0}} est le taux de contagion — d'une population est immunisée : soit 2/3 de la population dans le cas du coronavirus. À l'opposé une stratégie de confinement ne ferait que reculer la date où l'ensemble de la population est atteinte,. Une étude montre cependant que ce résultat théorique pourrait dépendre aussi du degré d'homogénéité de la population .
Face aux critiques de l'OMS et à l'inquiétude de la population, le Royaume-Uni lance mi-mars des changements de méthode comme le confinement des personnes âgées (15 mars) et déclare la fermeture des écoles (19 mars), puis le 23 mars un confinement de la population.
Le confinement peut permettre d'atteindre, suivant son efficacité, deux objectifs : soit ralentir l'évolution de l'épidémie — pour parvenir à une immunité de groupe différée dans le temps —, ou viser son extinction (en forçant la condition {\displaystyle R_{0}<1}), comme cela s'est produit en Chine. L'efficacité du confinement semble cependant très variable suivant les pays et en particulier n'est pas exclusive d'une stratégie d'immunité, obtenue localement.
Le confinement chinois, tel que décrit plus haut, a par exemple misé sur une isolation des déplacements interrégionaux et en particulier avec les provinces où les foyers étaient les plus actifs (⅔ des décès ont été enregistrés à la région de Wuhan), ce qui n'a pas été envisagé dans d'autres pays, qui ont seulement limité les déplacements avec les autres États. Cependant, dans la région seule de Wuhan, l'immunité de groupe n'a pas été le facteur ayant permis de maîtriser l'épidémie. En effet, il aurait fallu pour cela une contamination d'au moins 66 % de la population de la province, soit plus de 5 millions, ce qui aurait impliqué compte tenu d'un taux de mortalité estimé à 1,4 % plus de 50 000 morts dans la région. Cependant, le fait d'appliquer des mesures barrières ou d'isolement (distanciation, masques, limitation des contacts..) amène par exemple peut-être localement {\displaystyle R_{t}=1,1} où t > 0, de sorte qu'il suffit alors que 10 % ({\displaystyle 1-1/1,1=0,1}) d'une population locale soit immunisée, pourvu que les contraintes soit maintenues pendant la durée nécessaire à d'extinction de l'épidémie .
Face à une recrudescence des cas, le 6 avril, Singapour, souvent cité en exemple comme un pays qui avait réussi à contenir la maladie sans confinement (port du masque et traçage intensif des cas positifs), décide finalement de confiner sa population pour un mois au moins.
Conjointement à ces mesures de confinement, des questions ont été soulevées concernant leur possible impact psychologique et physique parmi les populations concernées. Une enquête internationale en ligne (ECLB-COVID19) a été lancée le 6 avril 2020 pour élucider l'impact des restrictions du COVID-19 sur la santé mentale et le bien-être émotionnel. Le confinement à domicile COVID-19 a eu un effet négatif à la fois sur le bien-être mental et sur l'humeur et les sentiments. Les résultats du questionnaire sur l'humeur et les sentiments ont montré une augmentation du nombre de personnes (+ 10 %) présentant des symptômes dépressifs pendant le confinement à domicile.
Selon une étude britannique, au 30 mars 2020, le confinement aurait permis de sauver 120 000 vies en Europe.
Entre juillet 2021 et novembre 2021, le NHS a enregistré une « poussée dévastatrice » d'environ 20 800 décès supplémentaires non dus au COVID-19 en Angleterre et au Pays de Galles en comparaison avec l'année 2019. La cause de l'augmentation du nombre de morts est en novembre 2021 inexpliquée. Parmi les hypothèses en novembre 2021 figurent les retards pris à cause de la pandémie dans la prise en charge des patients. Les morts semblent être principalement dues à des problèmes cardiaques et de démence.
Début décembre 2021, des médecins avertissent que jusqu'à 300 000 personnes risquent de souffrir de maladies cardiaques au Royaume-Uni en raison du « syndrome de stress post-pandémique ».
Le premier ministre Boris Johnson est rattrapé par le scandale du partygate en décembre 2021. Un an plus tôt, que son gouvernement avait interdit aux Britanniques de se réunir en famille ou de se rendre à l’enterrement de leurs proches, lui-même a secrètement donné une réception à Downing Street en présence d'une quarantaine de personnes.

### Conséquences sur les personnes handicapées
Après plusieurs années de dénégation, des preuves sont apportées que des ordres de non-réanimation avaient été donnés concernant des personnes handicapées hospitalisées dans des hôpitaux britanniques, principalement avec Trisomie 21 et autisme associé à un handicap intellectuel. Ces ordres ont probablement contribué à une surmortalité de ces catégories de personnes pendant la pandémie.

## Dans la culture populaire
La mini-série télévisée This England revient sur la gestion de la pandémie par Boris Johnson et son gouvernement.